# Mount-Ossa-Nationalpark
Der Mount-Ossa-Nationalpark (englisch Mount Ossa National Park) ist ein 8,7 Quadratkilometer großer Nationalpark in Queensland, Australien.

## Lage
Er liegt am Bruce Highway 42 Kilometer nordwestlich von Mackay und 80 Kilometer südlich von Airlie Beach auf der Höhe des gleichnamigen Orts Mount Ossa. Im Nationalpark gibt es keine Straßen, Wanderwege oder sonstige Besuchereinrichtungen.
In der Nachbarschaft liegen die Nationalparks Eungella, Bluff Hill, Mount Martin und Pioneer Peaks.

## Geländeformen
Der Mount-Ossa-Nationalpark umfasst eine bis zu 290 Meter hohe, aus Granit bestehende Hügelkette, die sich aus der Küstenebene erhebt. Sie bildet eine natürliche Verbindung zwischen höheren landeinwärts gelegenen Clarke und Conners Ranges und der küstennahen Tiefebene.

## Flora und Fauna
Die Vegetation besteht hauptsächlich aus tropischem Regenwald mit einer zunehmenden Zahl von Neuguinea-Araukarien (engl.: Hoop Pines).
Im Park sind bedrohte (engl.: near threatened) Säugetiere wie der Koala, der Zwergbeutelmarder, Vogelarten wie Ruß-Austernfischer, Paradiesliest und Reptilien wie Skinke (Eulamprus amplus und Saproscincus spectabilis ) beheimatet.